# Egbert van Drielst

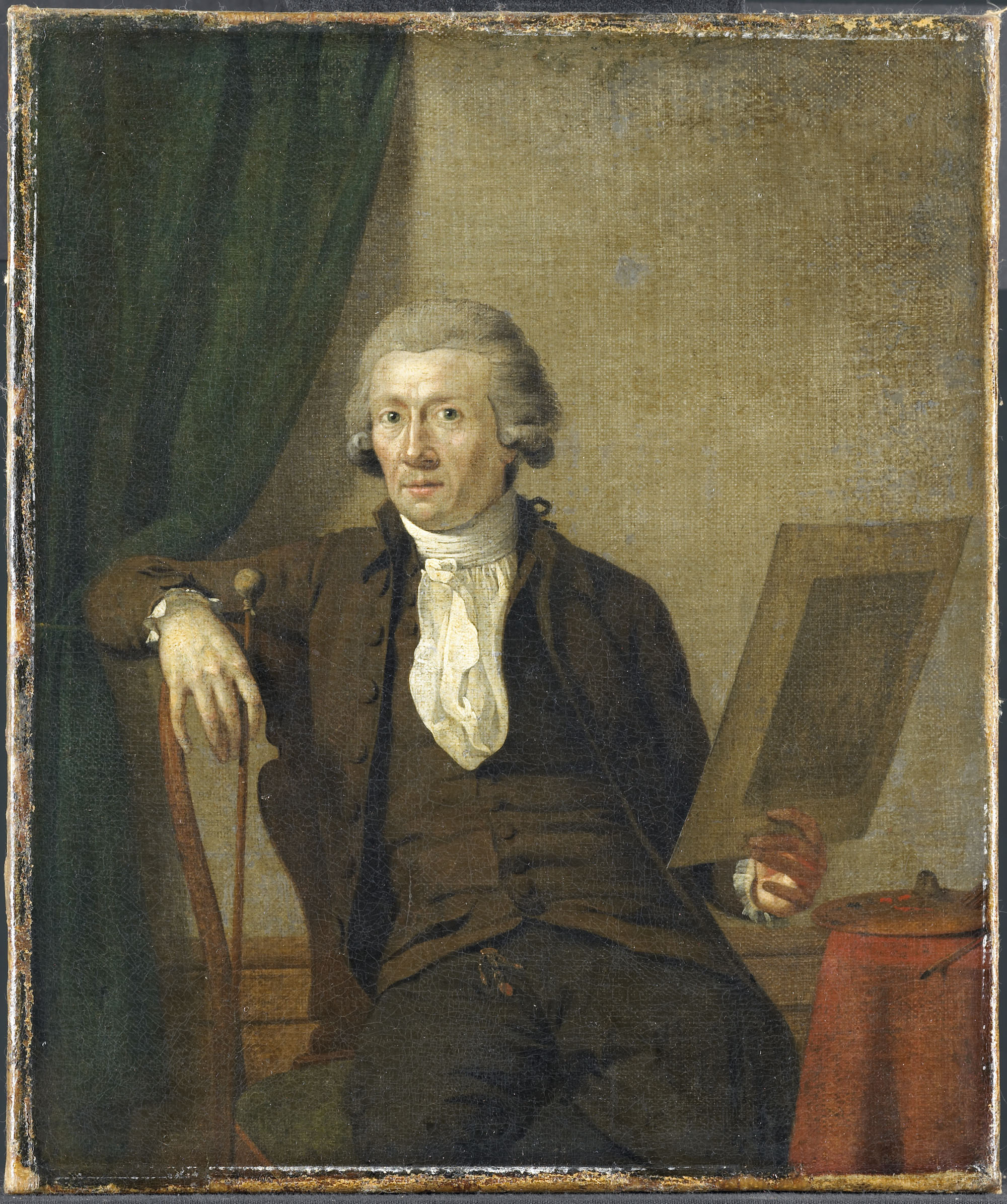
Egbert van Drielst, porträtterad av Jan Ekels den yngre 1793.

Egbert van Drielst, född (döpt den 12 mars) 1745 i Groningen, död (begraven den 4 juni) 1818 i Amsterdam, var en nederländsk landskapsmålare.
van Drielst mottog undervisning i sin hemstad, i Haarlem och i Amsterdam. Hans första kända målning är från 1776, men redan 1768 blev han medlem av Amsterdams Sankt Lukasgille. Han studerade de gamla guldåldermästarna Salomon van Ruysdael, Jacob van Ruysdael, Jan Wijnants och särskilt Meindert Hobbema för att lära sig deras teknik att återge landskapet.